# 에니그메일
에니그메일(Enigmail)은 모질라 선더버드 및 OpenPGP 공개 키 이메일 암호화 및 서명을 제공하는 포스트박스(Postbox)용 데이터 암호화 및 암호 해독 확장 프로그램이다. 에니그메일은 마이크로소프트 윈도우, 유닉스 계열, 맥 OS X 운영 체제에서 작동한다. 에니그메일은 PGP/MIME 및 인라인 PGP와 호환되는 다른 메일 클라이언트(예: Gpg4win 패키지가 설치된 마이크로소프트 아웃룩, 그놈 에벌루션, KMail, 클로스 메일, Gnus, Mutt)와 함께 작동할 수 있다. 암호화 기능은 GNU 프라이버시 가드에 의해 처리된다.
기본 구성에서 선더버드와 씨몽키는 중앙 인증 기관에서 제공하는 X.509 키를 사용하는 S/MIME을 사용하여 이메일 암호화 및 서명을 제공한다. 에니그메일은 협력하는 사용자가 신뢰 웹에서 제공하는 키를 대신 사용할 수 있는 대체 메커니즘을 추가한다. 이는 여러 사용자가 보낸 사람과 받는 사람의 자격 증명의 신뢰성을 보증하는 데 의존한다. 원칙적으로 이는 보안 실패로 인해 손상될 수 있는 중앙 집중식 엔터티에 의존하지 않거나 상업적 이익 또는 거주하는 관할권의 압력으로 인해 부정 행위에 연루되지 않기 때문에 보안을 강화한다.
에니그메일은 2001년 라말링감 사라바난(Ramalingam Saravanan)에 의해 처음 출시되었으며 2003년부터 패트릭 브런슈위그(Patrick Brunschwig)에 의해 유지 관리되고 있다. 에니그메일과 GNU 프라이버시 가드는 모두 자유-오픈 소스 소프트웨어이다. 선더버드가 포함된 에니그메일은 이제 가장 인기 있는 PGP 구성이다.
에니그메일은 2015년 12월에 출시될 공동 선더버드 확장에서 새로운 "pretty Easy Privacy"(p=p) 암호화 방식을 지원한다고 발표했다. 2016년 6월 기준 FAQ 노트는 2016년 3분기에 제공될 예정이다.
에니그메일은 또한 버전 2.0부터 암호화 키의 오토크립트(Autocrypt) 교환을 지원한다.
2019년 10월 선더버드 개발자는 에니그메일 추가 기능을 대체하기 위해 OpenPGP 선더버드 78 기반의 암호화 및 서명에 대한 기본 지원을 발표했다. 배경은 선더버드의 코드 기반이 변경되어 레거시 추가 기능에 대한 지원이 제거된 것이다. 에니그메일을 처음부터 다시 작성해야 하기 때문에 패트릭 브런슈위그는 대신 선더버드의 기본 구현에서 선더버드 팀을 지원한다. 에니그메일은 선더버드 78 출시 후 6개월까지 선더버드 68용으로 유지 관리된다. 포스트박스용 에니그메일 지원은 영향을 받지 않는다.

## 같이 보기
- GNU 프라이버시 가드
- PGP (소프트웨어)